# Floresta Nacional do Tapajós
A Floresta Nacional do Tapajós é uma unidade de conservação (UC) federal brasileira, localizada no estado do Pará. Tem área de extensão de 549.066,87 hectares e mais de 160 quilômetros de praias fluviais. A unidade apresenta grande diversidade de paisagens: rios, lagos, alagados, terra firme, morros, planaltos, floresta, campos e açaizais. É a UC que abriga a maior quantidade de pesquisas científicas no país.

## Localização
Está localizada a oeste do estado do Pará, abrangendo os municípios de Belterra, Aveiro, Rurópolis e Placas. Faz limite com o Rio Tapajós, com a rodovia BR 163-Santarém-Cuiabá e com o rio Cupari.
Ela abrange parte da bacia do rio Tapajós, um importante afluente do rio Amazonas.

## Conservação
A Floresta Nacional do Tapajós foi criado pelo Decreto 73,684 de 19 de fevereiro de 1974/Lei 12,678 de 25 de junho de 2012. É administrada pelo Instituto Chico Mendes de Conservação da Biodiversidade (ICMBio).
Além da preservação da biodiversidade, a Floresta Nacional do Tapajós desempenha um papel importante na proteção dos recursos naturais da região. Por ser uma Unidade de Conservação de Uso Sustentável, ela contribui para a manutenção dos serviços ambientais, como a regulação do clima, a conservação do solo e a qualidade da água.

## Biodiversidade local
A região possui uma grande diversidade biológica, com uma rica flora e fauna. A floresta é composta por diferentes tipos de vegetação, incluindo floresta ombrófila densa, floresta ombrófila aberta, campos naturais e várzeas. Essa diversidade de habitats proporciona abrigo para uma variedade de espécies animais, como macacos, antas, onças-pintadas, aves e peixes.
A área da Floresta Nacional do Tapajós também é habitada por comunidades tradicionais, como ribeirinhos e indígenas, que dependem dos recursos naturais para sua subsistência. O manejo sustentável dos recursos naturais é incentivado nessas comunidades, visando conciliar a conservação ambiental com as necessidades socioeconômicas locais.

## Visitação
A visitação pública à Floresta Nacional do Tapajós é permitida, com o objetivo de promover a educação ambiental e o turismo sustentável. Os visitantes podem explorar trilhas, observar a fauna e flora, e conhecer um pouco mais sobre a cultura e modo de vida das comunidades locais.